# Jean Demmeni
Jean Demmeni, né le
10 décembre 1866 à Padang Panjang (Sumatra, Indes orientales néerlandaises) et mort le 23 octobre 1939, est un photographe et géographe néerlandais.

## Biographie

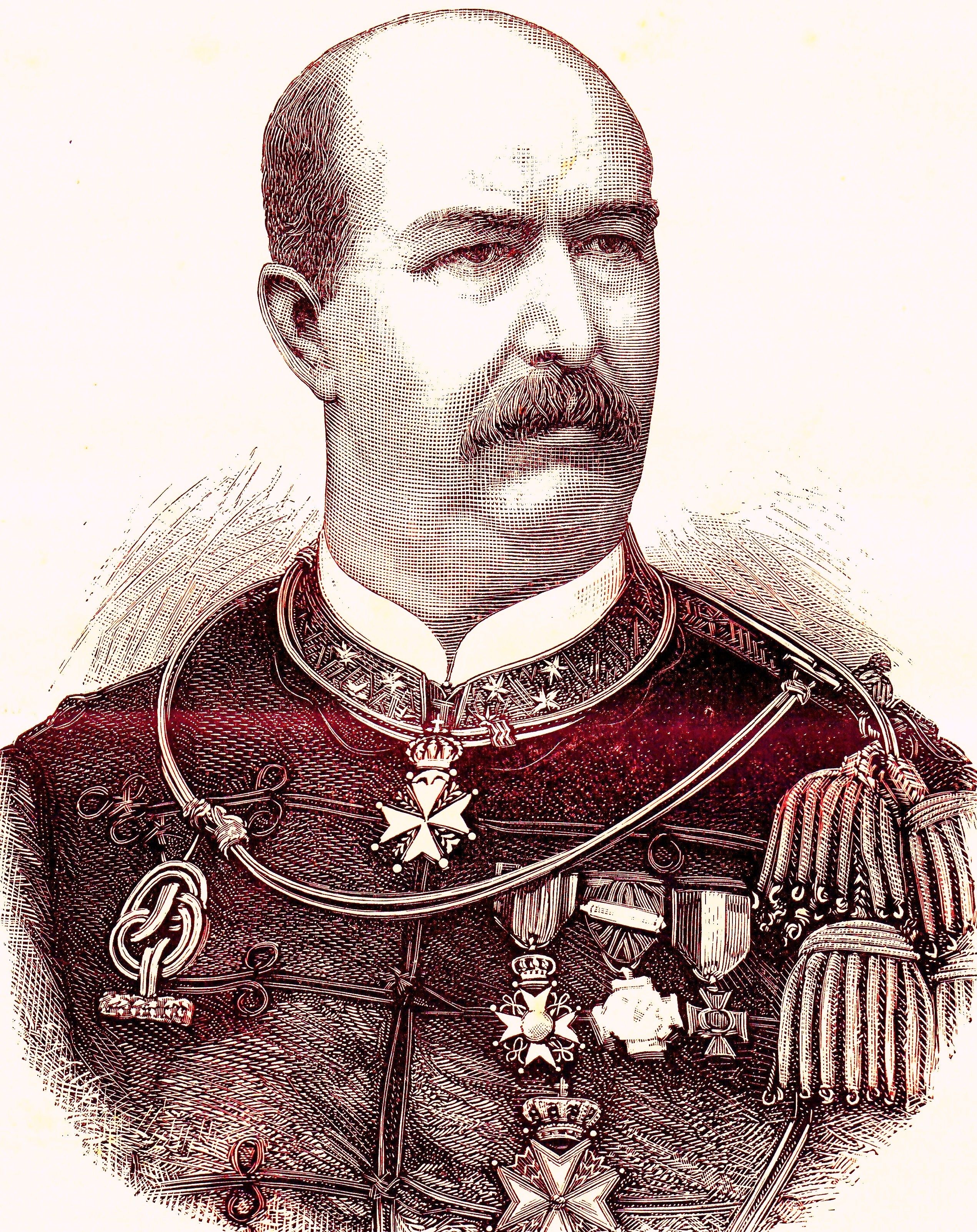
Henry Demmeni

Son père était Henry Demmeni (nl) (né à Mulhouse en 1830 et mort à Payakumbuh en 1886), major général de l'armée néerlandaise, gouverneur d'Aceh et décoré de l'Ordre militaire de Guillaume.

## Galerie
Photographies prises par Jean Demmeni :

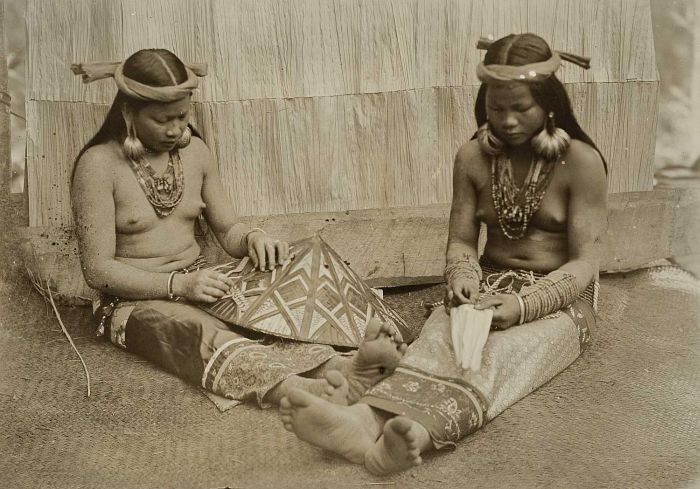
Femmes Dajak dans une région traversée par le fleuve Mahakam.
Femmes minangkabau du Sumatra occidental avec des Tangkuluak Koto Gadang (min).
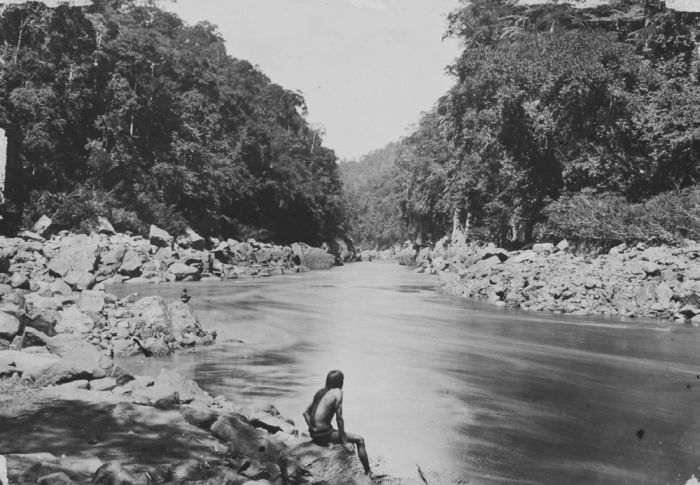
Probablement un Kutai dans l'est de Bornéo.

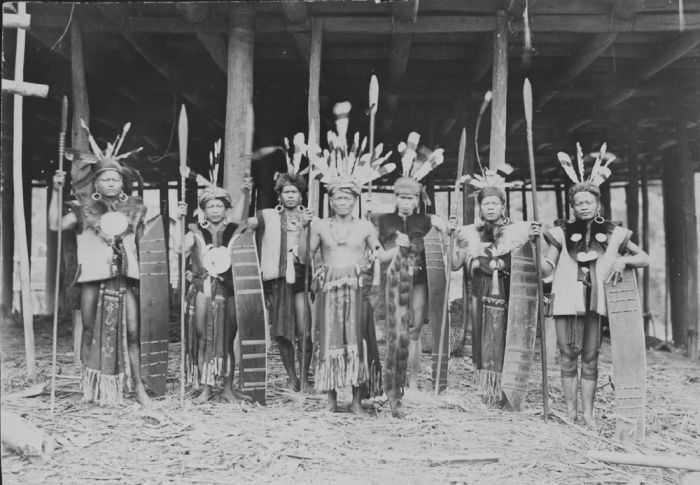
Peut-être un chef bajau et sa suite sur l'île de Bornéo.
Probablement une prestation de serment dans le Yogyakarta.
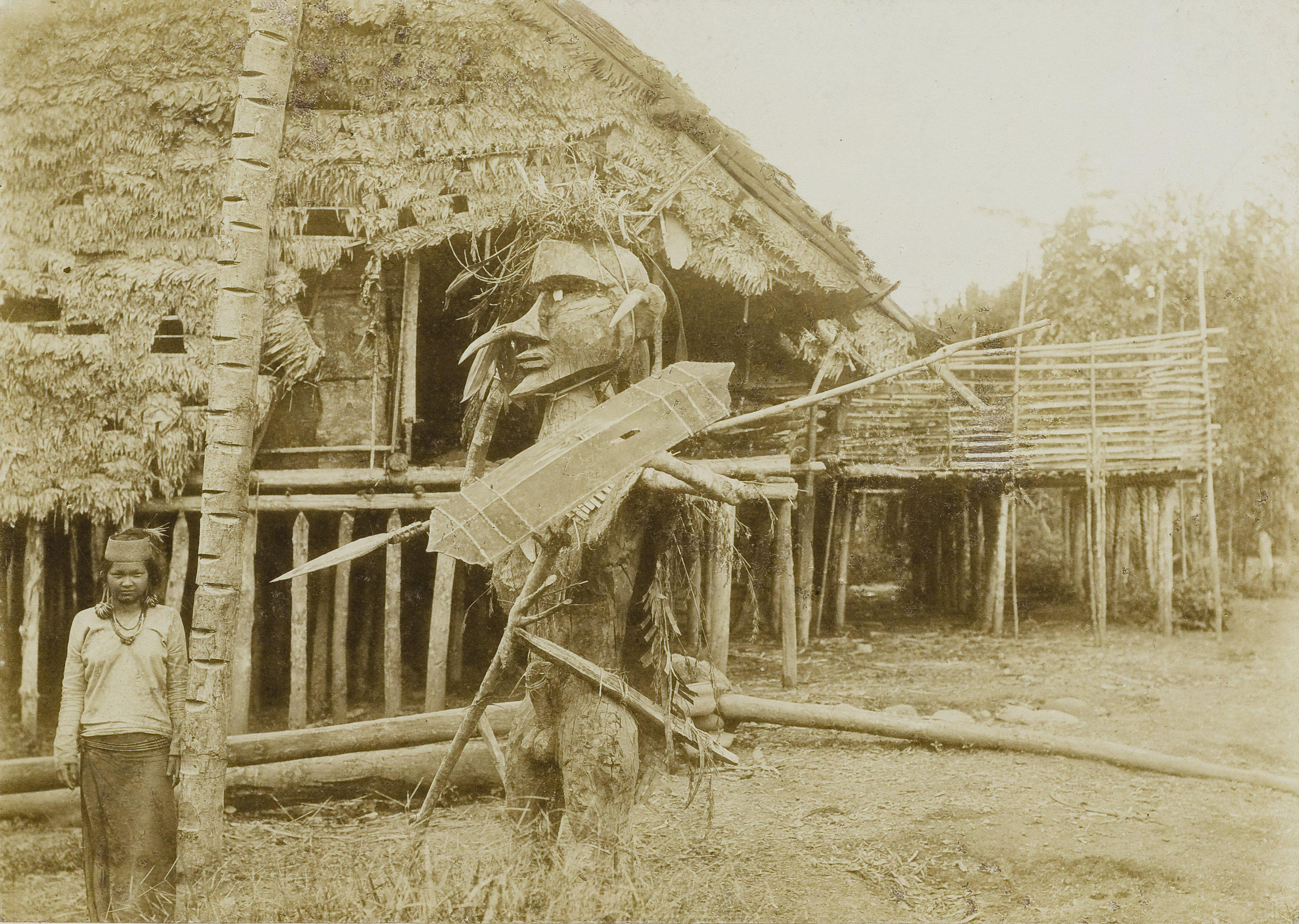
Femme et art Apo Kayan people (en)
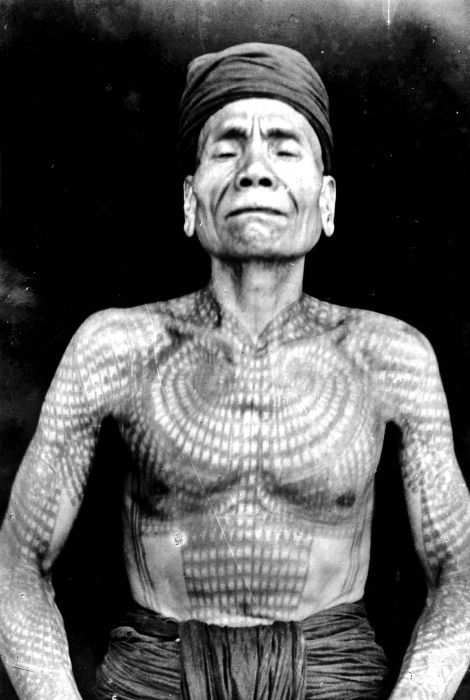
Dayak tatoué.